# Flèche wallonne 1992
La Flèche wallonne 1992, 56e édition de la course, a lieu le 15 avril 1992 sur un parcours de 207 kilomètres, entre Spa et le mur de Huy. La victoire revient à l’Italien Giorgio Furlan.
Sont présents au départ 175 cyclistes, 52 ont terminé la course.

## Classement final
| #  | Coureur              | Équipe          |    | Temps           |
| -- | -------------------- | --------------- | -- | --------------- |
| 1  | Giorgio Furlan       | Ariostea        | en | 5 h 29 min 22 s |
| 2  | Gérard Rué           | Castorama       | +  | 9 s             |
| 3  | Davide Cassani       | Ariostea        |    | 16 s            |
| 4  | Viatcheslav Ekimov   | Panasonic       |    | 16 s            |
| 5  | Pedro Delgado        | Banesto         |    | 23 s            |
| 6  | Atle Kvålsvoll       | Z               |    | 30 s            |
| 7  | Luc Roosen           | Tulip Computers |    | 44 s            |
| 8  | Steven Rooks         | Buckler         |    | 58 s            |
| 9  | Moreno Argentin      | Ariostea        |    | 1 min 05 s      |
| 10 | Frank Van Den Abeele | Lotto           |    | 1 min 05 s      |